# Верх-Коён
Верх-Коён — село в Искитимском районе Новосибирской области. Административный центр Верх-Коёнского сельсовета.

## География
Площадь села — 243 гектара

## Население
| 2002 | 2007 | 2010 |
| ---- | ---- | ---- |
| 788  | ↗857 | ↘596 |

## Инфраструктура
В селе по данным на 2020 год функционируют 1 учреждение здравоохранения. с  2015 года работает пожарный расчёт.
Есть общеобразовательных школа 11 классов, детский сад, клуб.
Село имеет исторические корни. Постоянно развивается. В селе есть магазины. 
Три раза в день из Искитима ходит автобус.
Село газифицировано.